# کازوکی گاناها
کازوکی گاناها (به انگلیسی: Kazuki Ganaha) بازیکن فوتبال اهل ژاپن و عضو تیم ملی فوتبال ژاپن است که در تاریخ ۰۹ اوت ۲۰۰۶ میلادی اولین بازی ملی‌اش را انجام داد. او در ۶ بازی ملی حضور داشت و آخرین بازی ملی خود را در تاریخ ۱۵ نوامبر ۲۰۰۶ میلادی انجام داد. کازوکی گاناها در بازی‌های ملی‌اش
۳ گل به ثمر رساند.